# 華の乱
『華の乱』（はなのらん）は、1988年に公開された東映京都撮影所製作・東映配給による日本映画。永畑道子の小説『華の乱』『夢のかけ橋』に材を得て、深作欣二が撮った劇映画。原作に倣い、主人公・与謝野晶子の視点から大正時代の社会運動、芸術運動の群像を描いている。

## あらすじ
激動の、そして革命期でもある明治、大正。与謝野晶子（吉永小百合）は、愛、芸術、社会運動に命を燃やし、それぞれの目標へ行こうと必死に生き、花のように散っていく文化人たちに出会い、関東大震災の廃墟、そして大正を乗り越え、夫、寛（緒形拳）とともに生きた。

## スタッフ
- 監督 - 深作欣二
- 脚本 - 深作欣二、筒井ともみ、神波史男
- 美術 - 内藤昭
- 照明 - 増田悦章
- 整音 - 荒川輝彦
- 記録 - 田中美佐江
- 擬斗 - 菅原俊夫
- スタント - 塩見詔子、菊池香里
- 助監督 - 藤原敏之、長岡鉦司、井上春生
- 馬術指導 - 日高ケンタッキーファーム、白井民平
- 方言指導 - 勇家寛子、畑中伶一、諏訪優子
- ダンス指導 - 謝珠栄
- 舞台指導 - 箕浦康子
- スチール - 大木茂
- 音楽プロデューサー - 高桑忠男
- 協力 - 三井ホーム、大王製紙、全日本空輸
- 撮影協力 - 北海道ニセコ町、倶知安町農業協同組合、大井川鉄道株式会社
- プロデューサー - 豊島泉、妹尾啓太
- 企画 - 岡田裕介、佐藤雅夫

## 出演者

### 主なキャスト
与謝野晶子 - 吉永小百合
詩の師である与謝野寛に恋をし、一人で寛に会うために登美子に嘘をつき、寛に会い、結ばれ、子どもをたくさんもうける。そのことを詩に書くが、寛の前妻、滝野にイヤミを言われ、近所の住人から白い目で見られる。その中で明治37年に「君死にたまふことなかれ」を執筆。寛が出馬してから、二人の間に食い違いが生じてくる。有島に会いに、北海道に渡るが、長い間、家を留守にした晶子に対して、子どもたちはよく思わなかった。関東大震災後、瓦礫の中、馬で引き回される大杉の同志、和田と古田に晶子は「生きていてください」と言い、おにぎりを渡すのだった。
有島武郎 - 松田優作
作家。大杉らが帝國劇場前で騒動を起こしている時にバイクで乱入し、晶子がけがをしたことから知り合い、親密になる。しかし、妻を失い、北海道羊蹄山のふもとにある狩太の有島農場を手放し、もう何ものこされていない有島は、軽井沢の山荘で愛人の秋子と心中を遂げる。須磨子を慰める会の発起人の一人で、国際アナーキスト大会が行われるフランスに渡る大杉に旅費を出す。
伊藤野枝 - 石田えり
大杉の妻。大杉とともに虐殺される。
波多野秋子 - 池上季実子
新橋の芸者の娘で婦人公論記者。夫の春房に良く扱われず、古い人形として扱われていた。楽しそうにはしゃぐ晶子と有島を見て、以前から二人は「死」を考えることで結ばれていたことに気がつくが、有島の北海道での出来事が引き金となりと心中を遂げる。そのことをのちに晶子への遺書にしたためる。
沢田正二郎 - 石橋蓮司
舞台俳優。舞台「復活」で須磨子の相手役を演じる。公演終了後、須磨子と口論になり、須磨子を目立ちたがり屋と批判する。
和田久太郎：内藤剛志
大杉の同志。警察の目を逃れるために、同志の古田とともに大杉の家に転がり込む。関東大震災後の瓦礫の中、馬で引き回される。
島村抱月 - 蟹江敬三
脚本家。須磨子を近代劇女優に育てる。
林滝野 - 西川峰子
寛の妻。晶子の「みだれ髪」を酷評し、猥褻扱いする。
深尾奈津子 - 斉藤絵里
晶子の書生。
波多野春房：成田三樹夫
秋子の夫。秋子を古びた人形、英語も喋れる人形も乙だと言い、けなすが、有島と秋子が心中してから、自分は浅はかだったと後悔する。
山川登美子 - 中田喜子
晶子の親友で恋の競争相手。寛が出馬し、寛のために接待や個別訪問をするが、落選すると、家を追い出され、病を患い、寛が看病をすることに。
大杉栄 - 風間杜夫
無政府主義者、革命家。「復活」終演後、帝國劇場前で思想・行動・精神の自由を同志である和田、古田とともに訴え、騒動を起こす。無政府主義を唱えることから警察に追われているが、刑務所に入るたびに1ヶ国語を覚える。習得した外国語は英語の他ロシア語、フランス語、スペイン語、イタリア語、エスペラント。警察の目を逃れるために知人である有島の家に逃げ込んだ時、晶子と知り合う。その後晶子の家にも逃げ込む。晶子の詩の大ファンで、「みだれ髪」で思わず夢精してしまったと言い、作品を"言葉の真の意味でのアナーキスト"と評価。関東大震災時に、妻の野枝とともに虐殺される。有島曰く"本物のインテリにして本物の革命家。真夏の太陽のような男"
松井須磨子 - 松坂慶子（特別出演）
舞台俳優。帝國劇場で沢田と「復活」を演じるが、演技について沢田と口論になる。須磨子の慕っていた抱月が死亡し、須磨子を慰める会の最中に発狂し、気絶。そして自殺する。有島は須磨子無しには日本の近代劇は考えられないと評価。
与謝野寛 - 緒形拳
晶子の詩の師。滝野の家が寛の仕事を否定し、離婚。晶子と再婚するが、自分より晶子が稼ぎがあり、かつての詩人仲間たちに見捨てられた為、鬱に陥る。その上登美子の叔父の推薦、出資で京都で衆議院総選挙に出馬するが落選し、家を出て、登美子の看病をする。関東大震災後の瓦礫の中、死に行く人々を見て、悲しむ晶子を「船が沈んでも、国が滅んでも、私たちは生き続けねば」と言い、励ますのだった。脈拍が40しかない異常体質ゆえ、カッとなると気を失う。

### その他キャスト
- きよ：谷本小夜子
- 足立：野口貴史
- 山川：中村錦司
- 北原白秋：鈴木喜勝
- 石川啄木：砂川真吾
- 増田雅子：鈴川法子
- 玉野花子：田辺ひとみ

与謝野家
- 与謝野繁：山下和哉
- 与謝野七重：加賀谷礼奈
- 与謝野八重：森奈緒美
- 与謝野英：馬渕英明
- 与謝野悟：大熊敏志
- 与謝野弥生：北村由紀
- 与謝野皐月：嶋田博子

有島家
- 有島幸子（有島の母）：三條美紀
- 有島光郎（有島の子）：浅尾和憲
- 有島敏郎（有島の子）：岡雄大

## 製作

### 企画
企画は当時は俳優兼フリーのプロデューサーだった岡田裕介。1985年頃から吉永小百合の記念すべき映画出演100本目を巡って、映画界も注目し、東映、東宝、吉永の古巣にっかつ、各映画プロダクションで争奪戦が繰り広げられていた。「吉永小百合が東映で演じる役は強い女が望ましい」という岡田の意向で吉永に合う素材を探し、1985年に永畑道子原作で与謝野晶子と有島武郎の秘めた恋が書かれた『夢のかけ橋 晶子と武郎有情』が出版され、これを岡田が読み、吉永主演でやりたいと東映に企画を提出した。岡田は吉永主演、脚本を早坂暁、監督を深作欣二でやってみたいと1987年に深作に打診したら、深作から「ぜひやりたい」と返事をもらい、企画がスタートした。吉永は「100本目は私に合ったオリジナル作品にしたい」と要望していたため、東映では本作と合わせて、オリジナル脚本で女調教師とサラブレッドのさわやかな愛を描く『サラブレッド物語』（仮題）の二本を有力候補として企画していた。こちらはドキュメンタリータッチで、監督、脚本はまだ未定で1987年秋から撮入の予定と発表されていた。結局、吉永から「100本目は市川崑監督で東宝『つる -鶴-』にしたい」と言われたため、本作は101本目になった。現場の指揮を執る東映京都撮影所（以下、東映京都）所長・佐藤雅夫は「『火宅の人』の成功があったから実現した企画です」と述べている。岡田は高岩淡東映専務に熱心に口説かれ、本作公開後の1989年11月16日付で、東映東京撮影所ヘッド企画者兼第一企画製作部長として東映に入社した。本作は東映京都撮影所（以下、東映京都）製作だが、岡田はこの役付けでは東映東京の専属であるため、東映京都の作品には関わらないということになる。当時は後に「製作委員会方式」と呼ばれる複数の企業に出資してもらう映画製作が主流になっていたが、本作は東映京都の単独製作の映画である。

### 製作決定
1987年春に映画化が公表され、このときは吉永と深作監督の初顔合わせと脚本は早坂暁と発表された。1988年春から撮入予定で、深作は「与謝野と波多野の二組の夫婦の間に有島を置き、人間同士が織りなす情熱のドラマにしたい」などと話した。1987年9月14日に東映本社で行われた東映幹部の対談では、高岩東映専務が「『夢のかけ橋』は深作と筒井ともみで脚本を作っています。『夢のかけ橋』と『忍びの者たち』（『将軍家光の乱心 激突』）で『敦煌』と勝負したいと思っています」などと述べた。総製作費12億円。

### 脚本
深作欣二は「以前なら、到底通らなかった企画が日の目を見られるようになったなあ」という感想を持った。男性アクション映画にこだわってきた深作初の女性主役映画となる。中学時代から与謝野晶子の歌は好きで読んでいたという。また松井須磨子も以前からやりたかった素材だったという。岡田からの要請で自身でも検討し、あの時期の大人たちの、それも作家どうしの愛で、波多野の有島の心中まで発展していく、いかにも時代相を帯びたドラマで面白い素材だと感じた。深作が与謝野と有島を中心に興味を持っていた大杉栄と伊藤野枝、島村抱月と松井須磨子などを登場させて、大正ロマンのアラベスク、一つの群像ドラマを作ってみたいなどと要望した。
どのタイミングで早坂暁が降板したのかは分からないが、深作は自身の要望で「女性の表現者が与謝野晶子像にどうこだわるか、どんな見方を知りたい」と、まず『それから』を書いた筒井ともみと二人でハコ書きをやり、筒井の第一稿が出来た後、第二稿を自分一人で手を入れるつもりだったが、時間がなくて神波史男を助っ人として呼び、二人で第二稿を書いたと話している。深作は「基本的には私の構成で、私のベースです」と述べている。筒井ともみも木村大作も大体同じ話をしている。筒井は「力が発揮できなかった」と話した。神波史男は「筒井ともみさんが書いた第一稿があって勿論読みましたけれど、深作さんとは感性が合わないという気がしたね。それに、深作さんがガンガンとイメージをがなり立てるわけでしょ、筒井さんは恐らく混乱したんだと思うんです。でまあ、京都の旅館にこもって岡田裕介君も交えて徹夜徹夜でディスカッションですよ。岡田君と深作さんは滅茶苦茶ぶつかってました」などと述べている。岡田裕介は「僕と深作さん、筒井さん、神波さん、佐藤雅夫さんの5人で、脚本練り直しを一年近くした」と話している。永畑道子の原作『夢のかけ橋』では、与謝野と有島の恋愛は心の触れ合いの形で描かれているだけで、深作が「それでは映画にならない。どこまで強調できるか」などと主張。一番の問題は、有島と波多野秋子の心中と、有島と与謝野晶子をどうドラマチックに絡み合わせるかということで、ホンに難航していたときに『華の乱』（1987年9月初版）が出版されて、タイトルに象徴されるように、一つの時代、極めて短かった時代の夢のような群像ドラマでいけるとなった。大杉栄と伊藤野枝を出すことは深作以外は反対したが、深作が押し通した。また関東大震災を挿入すると製作費が膨張するため、プロデューサーは猛反対したが、深作が「大正時代への挽歌として絶対に欠かせない」と、結局これも深作が押し通した。与謝野寛（緒形拳）が山川登美子（中田喜子）を看取るなど、史実とは違う部分も多い。与謝野晶子の詩人や女性運動家としての側面にあまりスポットを当てず、11人の子どもを育てる母親、女という方に重点を置いたのは深作だが、夫を緒形が演じているため、『火宅の人』に似た内容になった。この点は深作も認めている。また深作は大杉栄の評論と評伝をほとんど読んで、助監督時代から大杉の映画を作りたいと考えており、高見順の『いやな感じ』が企画として挙がった際も、やってみたいと意欲を燃やしていた。風間杜夫が演じた大杉栄像は、自身の想像する大杉像として形にしたと話している。深作は1981年の長尺アメリカ映画『レッズ』を引き合いに出し「大杉たちと同じ時代に生きた革命家・ジョン・リードをすごい時間をかけて描いて、奥さんをやったダイアン・キートンなど魅力的な芝居を展開してくれて、私は大変敬服したんですけど、日本ではお客さんの食いつきが悪かった。お祭り的な感覚が足らなかったんじゃないかと思います」などと述べている。深作は「支配体制は強化されていったが、日本人が最も自由を意識したのは、あの時期だと思う。その中で恋愛は、華やかに燃え上がった。あの時期ほど女性が思い切って発言した時はなかったのではないか。そうした恋愛ドラマを入れながら、人間の性を語ってみたい」などと話した。岡田裕介は「お互い才能不足。もう一回勉強し直さんとアカンという想いが強かった」と話している。東映の本編初参加の大映出身の美術・内藤昭は「大映だったら時代考証を厳密にして、事実に合わせますね。東映はそれで面白くない場合、時代考証を無視しても面白く、絵とアクションで見せる。アクションなんて、本来あるはずがないし、史実に反するとなれば、我々なら恥ずかしくて出来ない。これが企画として通るということが東映の力なんでしょう。大映ならきっと本格的なものになったでしょう。ただ、面白くはなりませんね」などと述べている。

### キャスティング
吉永小百合は映画出演101本目。製作発表時点で一番の話題は「日本映画界のトップスター、吉永と松坂慶子の初共演だった。吉永と松田優作とは映画では初共演だが、4年前のテレビドラマ『新 夢千代日記』で共演し、息も合った。吉永、松田とも初顔合わせとなる深作は、当初「あまり自信がない」と話していたが、撮影が始まると吉永については「あっけらかんとした人でスターさんらしいとっつきの悪さがない人です」と、松田については「彼はスリリングな俳優さんですね」などと述べた。吉永は劇中、11人の子どもを育てるシーンが随所に描かれるが、『衝動殺人 息子よ』などで何度か母親役を演じたことはあるが、本格的な母親役は本作が初めてである。
松田は『蒲田行進曲』『海燕ジョーの奇跡』と深作と組み機会があったが流れていたため、深作とは初顔合わせ。松田へのオファーは1988年始め。前例があるため、岡田プロデューサーも断るんじゃないかとオファーしたが、ホンも読むことなく、監督深作、脚本が筒井ともみ、吉永小百合、松坂慶子の出演と聞いて即決した。松田は現場で揉めるのがイヤで、脚本段階で疎通を欠いて、現場で度々揉めることで有名だったため、ホンも読まずに即答は珍しいケースだった。有島武郎を演じるにあたり、有島の資料やキリスト教についても調べた。「有島さんは、基本的には黒魔術の人。だから一般的なキリスト教の裏側から何かを感じた人なんだ。大杉栄を助ける有島が本当の有島だと俺は思う。デカダンスなんだよ。ギリギリ死んでもいいというところで遊びまくっているんだよ」などと自身の有島武郎観を述べた。また松田は当時しきりに「大人の監督さんと一緒に仕事をしたい」と話していた。「俺は、映画のことを知っていて、知らないことを冒険し続けている監督と組みたいんだ。若い監督とも、いい結果を生んだけど、やっている内に、もっと勉強したいなあと思って。より以上に昔の映画の様式、優雅さ、豊かさを身に着けたい。色々な明かり、立体感を知っている監督と付き合いたい。今はそういう時期だと思っている。東映京都は、昔の活動屋の匂いが残っていて最高だよ。凄い！驚いた！セントラル・アーツの熱意も同じ、技術も同じ。ただ背負っているものが、まるで違うんだな。丸ごと東映だから。それは半端じゃない。映画好きな人ばかりだから、遊んでいる奴がいない。セントラル・アーツの仕事の時なんか、遊んでいる奴を見つけると、殴っていたもんね。俺は今、作さんに夢中になっているからね。色々と若い監督も出ているけど、深さが違う。『仁義なき戦い』なんて、15年前だよ。今、あれほどの映画を撮れる奴がいるか?」などと述べた。
松田が演じた有島武郎の写真を捜すだけ捜したが、有島の生真面目で軟弱イメージが、松田のイメージと合わないという難題にぶち当たった。何となく戦前の出来事が載っている写真集を見ていたら、日本で初めてオートバイ（サイドカー）に乗った人たちの写真が載っていて、これを見た深作が「これだ！」と叫び、松田（有島）の初登場シーン及び、松田と吉永（与謝野晶子）の出会いのシーンを創作した。
松田は1980年にセントラル・アーツとマネジメント契約を結んだため、東映の専属俳優になっていたが、セントラル・アーツ作品は、スタジオは日活撮影所を使ったため、1976年の『暴力教室』で東映東京撮影所では撮影経験があるが、東映京都での撮影は本作が初めてだった。東映京都は、昔から映画人から怖いところとビビられていたが、東映京都で1973年に撮影された『三池監獄 兇悪犯』の事件が、東京の役者たちに知れ渡り、東映京都の恐怖イメージが増幅させていた。役者は東映京都での撮影を敬遠するようになり、1987年の『花園の迷宮』の製作会見で、東映京都初参戦の内田裕也が「金属バットを持って乗り込む」と凄んだほどだった。松田は初見参の東映京都で、撮影の休憩中、内藤剛志と煙草を吸っていたら、京都専属の役者やスタッフら周囲が自身を注視していることを察し、灰皿は手が届きそうな場所にあったにも関わらず、煙草を撮影所の地面に叩きつけ、足でひねり潰し、煙草の吸殻を残してそのまま立ち去った。
松坂慶子は最初は波多野秋子役にキャスティングされていたが、松坂の強い希望により、松井須磨子に急遽変更になった。松坂はNHK大河ドラマ『春の波涛』において、松井須磨子のライバル川上貞奴も演じている。松竹の看板女優ながら、1981年の東映『青春の門』以降、深作監督とのコンビで、本作も含めた東映の勝負作にも多数出演した。このため、奥山融松竹社長が腹を立てた。
緒形拳は同じ東映京都で撮影中の『将軍家光の乱心 激突』との掛け持ちで、同作の撮影で落馬し、コンディションが非常に悪かった。与謝野寛を演じることに関しては「男にはヒモ的願望があるし、俺自身、若い頃はヒモで、本当に楽だった。女に貢がせて、自分はぐうたら遊んでいるから、それは楽しい。しかしそのうちやり切れなくなってくる。そのまま終われば、本当にヒモだけど……残念なのは『火宅の人』で絡んだ松坂さんと今回は絡まないんですよ。それと優作君とも絡まないんです」などと述べた。この年、他作品で主役を演じた役者が5人という主演級俳優が大挙出演しているため、それぞれ初顔合わせが多い。

### 撮影
製作発表時には松坂の『椿姫』の撮影終了後の1988年ゴールデンウイーク明けからクランクインと報道されたが、1988年4月30日、与謝野晶子（吉永小百合）が大覚寺の桜吹雪の中を人力車に乗って与謝野寛（緒形拳）の待つ京都の宿へ駆けつけるトップシーンからクランクイン。この年桜の開花が遅れ、満開を待って撮影。吉永は"深夜作業組"を警戒し、深作と初顔合わせの際、夜の9時以降は顔のアップを撮らないでほしい」「コンディションを維持するため、夜の撮影は0時までに終えてほしい」と要望を出していたが、深作はこれを無視し、初日から0時、以降、連日朝早くから夜中まで撮影を続けた。トップシーンは大量の桜吹雪が舞う桜土手を人力車がスローモーションで駆け抜け、横から前からの吉永の顔のアップを挟むといういかにも難しそうな撮影。ライティングも大掛かりでスタッフは3日間徹夜した。続く桜が舞う印象的な緒形の部屋の窓は、当初は雪見窓だったが、木村が祇王寺の茶室の吉野窓をイメージし、変更した。吉永は深作に対して「ヤクザ映画には興味がなかったのですけれども、『蒲田行進曲』を見た時、映画をとても愛してることが画面から滲み出ていました」と話し、深作の映画に対する熱い思いに応え、仕方なくハードな撮影を許容し、「1988年3月末から8月まで撮影しました。終わったときには5年ぐらい寿命が縮まったと思うほど疲れました。それほど大変な撮影でしたね」などと述べた。また「深作監督は"深作イズム"というんでしょうか、乱闘場面の演出がとてもお上手ですし、カメラの木村大作さんもすごいカメラワークで撮ってますね」などと話した。深作はラブシーンの演出が苦手で、カメラの木村大作に任せたと話している。撮影は全編パン・フォーカスで行われた。俳優陣が豪華で画面にギャラの高い人が一杯出るため、全部はっきり見せなければ損、という木村のアイデア。照明部にとっては大変な撮影だった。東宝育ちながら、当時は東映の顔のようになっていた木村が精力的に指示を飛ばした。子どもの演出シーンが多いため、「このガキ！ちゃんと寝ろ！」「母親を呼べ！母親！」などと木村の怒声が飛び交い、イライラしファインダーに吊ってある木村専用の灰皿はすぐに煙草で満杯になった。
与謝野家、有島家、芸術倶楽部、北海道有馬農場の事務所など、室内は全て東映京都にセットが建設された。大映育ちの美術監督・内藤昭の起用で、それまでの東映とは異なるリアリスティックな美術造形が導入されている。
与謝野の子ども11人が出演するシーンが多く、当然ながら演出に通常よりかなりの時間を要した。本作撮影の頃から、松田優作は尿が出なくなり腹がパンパンに張っていたという。松田は映画公開から13ヶ月後に亡くなるが、吉永ら出演者、スタッフにも病気のことは話さず、ほとんどの者は気付かなかったが、中盤に出る北海道ニセコロケのときに宿を取ったホテルの露天風呂に長く入り、星を眺めながら錠剤を飲んでいたことがスタッフの一部に目撃されていた。吉永は亡くなった後にこの話を聞いた。松田と吉永はこの後も共演作のプランがあり、成瀬巳喜男監督の『浮雲』のリメイクの話もあった。
大杉栄（風間杜夫）の同志の一人和田久太郎を演じる内藤剛志は、風間らとビラを撒きながら高所から飛び降りるシーンがあり、他の仕事で忙しい風間は代役のスタントマンが演じたが、まだ新人だった内藤は自分で飛び降りた。このシーンを見ていた松田優作は直感的に危険を感じ、文学座の後輩内藤を心配して「内藤、お前やらなくていいぞ」と耳打ちした。内藤は松田の助言通り、衝撃を受けないような着地をしたが、風間の代役のスタントマンは複雑骨折した。これに該当するシーンはないためカットされたのかもしれない。
北海道ロケは約1ヵ月。1：40とオーラスで静止画が出る夕陽をバックに丘の上で、吉永と松田が抱擁するシーンは、北海道ロケの宿泊拠点となったニセコ東山プリンスホテルから車で20分の蝦夷富士（羊蹄山）を望む後志菅内倶知安町の町営「花園育成牧場」丘陵で撮影された。両側に馬を一頭づつ並べて、陽炎のようなシルエットで二人が映し出される。この夕陽のために4日間待った。有馬農場での農地解放や二人が乗馬を楽しむシーンの撮影も当地で行われた。当初の構想では深作は、残雪の頃に撮影したいという意向だったが、脚本に難航したため、撮影は新緑の季節になった。
国鉄C11形蒸気機関車227号機が発車する狩太駅（ニセコ駅）設定など、蒸気機関車のシーンは、全て大井川鉄道で撮影されている。
日露戦争での旅順攻囲戦の映像は、同じ東映の1980年『二百三高地』からの活用と見られる。帝国劇場の夜間ロケは、昔の帝劇に似たものを探し、大阪中之島の中央公会堂で撮影された。4日間の許可を得たが、大阪のど真ん中で見物人が押し寄せることが予想されたため、東映太秦映画村に明治記念館という似た建物もあり、有島武郎（松田優作）らの出演シーンは中央公会堂では吹き替えを使って後で映画村で撮ろうとしたら、深作が松田の登場はサイドカーにしようと言い出し、サイドカーはレトロっぽく、モガモボの登場にはピッタリと、京都に当時のサイドカーが残っていてそれを借りて、実際に中央公会堂の前を松田が走らせた。関東大震災のシーンの撮影は1988年8月2日、東映京都。エンディングの関東大震災後のシーンは、五社英雄監督の『吉原炎上』で吉原のセットを炎上させた滋賀県草津市志那町の琵琶湖畔で行われた。クランクアップは1988年8月12日を予定していたが、池上季実子が首を捻挫するアクシデントがあり、1988年8月20日になった。原作者の永畑道子がラッシュに参加した。撮影実数は80日で、1988年9月6日ダビング終了。

## クレーム
与謝野晶子、与謝野寛、大杉栄、伊藤野枝、松井須磨子、有島武郎といった人物が、次から次へと実名で登場することから、脚本を読んだ与謝野家の遺族から「史実と異なりすぎる」とクレームが付き、読売新聞夕刊1988年9月5日付ほか、マスメディアに大きく取り上げられ話題を呼んだ。与謝野家が問題としたのは、母（晶子）が、有島を追って北海道に渡り、愛を告白する部分や、父（寛）と山川登美子の同棲など、史実に反する部分で、東映に抗議した与謝野の子の一人は「母と有島の逢瀬は史実と異なるし、父もまるで髪結いの亭主扱い。しかも実名で描くなんて、映像の暴力だ」「生きている年代がズレている」、長男・与謝野光は「ほとんどがウソで、事実は関東大震災ぐらい」などとご立腹で、東映は「ドラマと史実に違いが出てくるのは当然」と突っぱね、与謝野家と話し合いもロクにやらず、撮影を始めた。『シナリオ』は「近、現代史上の人物を脚色する映画のあり方に、改めて疑問を投げかけた」とこの問題を取り上げ「歴史を大幅にねじ曲げるような脚色は当然避けるべき。死者の名誉権やプライバシーの問題が生じてくるのは『MISHIMA』や『エロス+虐殺』の例を見ても明らか」と東映を批判した。深作は「映画は文芸史をやるわけでも、評伝をやるわけでもない。あの時代を激しく生きた人たちを、一つのアラベスクとしてどうまとめるかということでしたから、ああいう構成がどうしても必要だったのです。最後の関東大震災という形で全てを葬り去るためには、他の構成は考えられませんでした（中略）モザイク模様に仕上げたことの中には大正への自分の思いをこういう形で表現したいという思いがあった……」「これは評伝ではなくドラマなんですから。それならどうして仮名にしないんだ、ということになるんですが、仮名にすると、私の与謝野晶子たちへの敬愛の念が薄れるわけです。私の敬愛する大正の人たちが、こういう人間関係であって欲しかったという私自身のオマージュです」などと反論した。実録映画の本尊東映にとってはよくあるクレームで、交渉の経過は詳しく分からないが、「宣伝上手の東映に利用されるだけだ」と與謝野文子も諦めたといわれており、オープニングクレジットで「この映画は永畑道子原作の『華の乱』『夢のかけ橋』（新評論刊）に基づいた創作（フィクション）である」とスーパーに入れた。本編の修正があったかは分からない。大杉栄の名セリフ「美はただ乱調にある。諧調は偽りである」的な内容になった。与謝野家は「フィクションと断れば、実名を使った上にどんな脚色をしても許されるのか。法的手段に訴えるつもりはないが、公開に同意したわけではない」などと最後まで不満を述べた。 

## プロモーション
1988年9月7日夜、赤坂サントリーホールで映画の完成記念披露試写会が、大正時代をモチーフにしたレトロ・ファッションショーと合わせて行われた。吉永以下、女優はほとんどファッションモデルは初体験。吉永は大正末期に作られた白の手描友禅に丸帯と当時の訪問着。松坂慶子は黒を基調としたシックなアールデコ調のイブニングドレスで決めた。

### キャッチコピー
咲く花も、散る花も、華々しく。2005年の『男たちの大和/YAMATO』で反町隆史がこれに似たセリフを言う。

## 作品の評価

### 受賞
- 第1回日刊スポーツ映画大賞作品賞、吉永小百合が主演女優賞を受賞。
- 第12回日本アカデミー賞で吉永小百合が最優秀主演女優賞、石田えりが最優秀助演女優賞を受賞[38]。
- 第13回報知映画賞で石田えりが助演女優賞を受賞。